# Rakel
Le Rakel  est un ketch allemand à coque et pont en bois construit sur plan Colin Archer. Son port d'attache est Bremerhaven.

## Histoire
Le Rakel a été construit par Colin Archer à Larvik (Norvège) pour Laurits S. Larsen d'Aalesund en 1896. Gréé en ketch, c'est un bateau de pêche à voiles prévu pour l'Atlantique du Nord. Basé initialement à Bergen il servira aussi à la chasse aux phoques en mer arctique. Puis à Røvik il servira aussi au transport de fret et comme brise-glace dans le Fjord Namsos.
En 1977, il est vendu à Borhaug pour servir à la pêche à la morue. 
En mauvais état, il est remorqué à Bremerhaven en 1981 pour y être restauré dans son état d'origine, d'après des plans détenus par le Musée maritime d'Oslo. Après 4 ans de travaux il navigue de nouveau en mer du Nord et Baltique, en Norvège, Suède, et Écosse. En 1986, il fait un aller-retour aux Caraïbes. 
En 1991, il est doté d'un nouveau moteur, ent en 2004 d'un mât en deux parties.
En 2014, il est revendu et transporté au chantier naval Christian Johnsson à Ekensund (de) pour rénovation.

Il a participé de nombreuses fois au Hanse Sail de Rostock, au Rum-Regatta (de) (Fjord de Flensbourg). Il a aussi participé  au Brest 2004.